# Rajdowy Puchar Mitropa
Puchar Mitropa – cykl rajdów samochodowych, organizowany od 1965 roku. Określany jest jako „mistrzostwa Europy dla kierowców amatorów”.

## Zwycięzcy
| Rok  | Kierowca                                        | Pilot                                           | Samochód                                                          | Zespół                                          |
| ---- | ----------------------------------------------- | ----------------------------------------------- | ----------------------------------------------------------------- | ----------------------------------------------- |
| 1965 | Romberg                                         | Ferner                                          | Austin Cooper                                                     |                                                 |
| 1966 | Arnaldo Cavallari                               | Dante Salvay                                    | Alfa Romeo GTA                                                    |                                                 |
| 1967 | Gerhard Tusch                                   | Gerd Sommerhuber                                | Renault 8 Gordini                                                 |                                                 |
| 1968 | Wilfried Gass                                   | Jürgen Säckl                                    | Porsche 911 T                                                     |                                                 |
| 1969 | Günther Wallrabenstein                          | Jürgen Säckl                                    | BMW 2002 TI                                                       |                                                 |
| 1970 | Wilfried Gass                                   | Jürgen Säckl                                    | Porsche 911 S                                                     |                                                 |
| 1971 | Sandro Munari                                   | Mario Manucci                                   | Lancia Fulvia 1.6 Coupé HF                                        | Squadra Corse Lancia                            |
| 1972 | Raffaele Pinto                                  | Gino Macaluso                                   | Fiat 124 Spider                                                   |                                                 |
| 1973 | Horst Rack                                      | Helmut Köhler                                   | Porsche 911 S                                                     | Mitropa Cup Team Germany                        |
| 1974 | Horst Rack                                      | Helmut Köhler                                   | Porsche 911 Carrera RS                                            | Mitropa Cup Team Germany                        |
| 1975 | Vanni Tacchini                                  | Gianti Simoni                                   | Fiat 124 Abarth                                                   |                                                 |
| 1976 | Franz Wittmann                                  | Traude Schatzl                                  | Opel Kadett GT/E                                                  | Bosch Racing Team                               |
| 1977 | Franz Wittmann                                  | Traude Schatzl                                  | Opel Kadett GT/E                                                  | Bosch Racing Team Wien                          |
| 1978 | Vanni Fusaro                                    | Mirko Perissutti                                | Fiat 131 Abarth                                                   | Jolly Club                                      |
| 1979 | Luigi Battistolli                               | Fabrizia Pons                                   | Fiat 131 Abarth                                                   | Rombi Corse                                     |
| 1980 | Fritz Unterbuchberger                           | Peter Zeilberger                                | Opel Ascona i2000                                                 | ADAC Südbayern                                  |
| 1981 | Mario Aldo Pasetti                              | Massimo Siega                                   | Fiat 131 Abarth                                                   | Rombi Corse                                     |
| 1982 | Franco Corradin                                 | Paolo Zami                                      | Fiat 131 Abarth                                                   |                                                 |
| 1983 | Franco Ceccato                                  | Roberto Falcon                                  | Fiat 131 Abarth Fiat Ritmo Abarth 125 TC                          |                                                 |
| 1984 | Matthias Moosleitner                            | Battista Cantonati Klaus Schelske               | Opel Manta 400                                                    | ADAC Südbayern                                  |
| 1985 | Matthias Moosleitner                            | Hubert Stadler Margit Tüchler Thomas Dartsch    | Opel Manta 400                                                    | ADAC Südbayern                                  |
| 1986 | Armin Schwarz                                   | Hans-Joachim Hösch                              | MG Metro 6R4 Audi 80 Quattro                                      | INA Walzlager                                   |
| 1987 | Jiří Sedlář                                     | Josef Častulík                                  | Škoda 130 LR                                                      | Podhoran Lukov                                  |
| 1988 | Andreas Wetzelsperger                           | Karl-Heinz Bauer                                | BMW M3 E30                                                        | ADAC Südbayern                                  |
| 1989 | Matthias Moosleitner                            | Margit Tüchler                                  | BMW M3 E30                                                        | Kathrein Matter                                 |
| 1990 | Matthias Moosleitner                            | Siegfried Schrankl                              | BMW M3 E30                                                        | Kathrein Matter                                 |
| 1991 | Matthias Moosleitner                            | Margit Tüchler Regine Rausch                    | BMW M3 E30                                                        | Kathrein Matter                                 |
| 1992 | Wolfgang Weber                                  | Walter Stenzer Christina Hörner                 | BMW M3 E30                                                        | ADAC Württemberg                                |
| 1993 | Markus Kipple                                   | Katharina Schreck                               | Nissan Sunny GTi-R Nissan Pulsar GTi-R                            |                                                 |
| 1994 | Gianmarino Zenere                               | Daniele Cianci                                  | Ford Escort RS Cosworth                                           | Jolly Club                                      |
| 1995 | Wolfgang Weber                                  | Walter Stenzer Dagmar Verlaan Detlef Ruf        | Ford Escort RS Cosworth                                           |                                                 |
| 1996 | Claudio de Cecco                                | Alberto Barigelli                               | Subaru Impreza 555                                                | Italian Promotor Sport                          |
| 1997 | Lothar Ammelounx                                | Dagmar Verlaan                                  | Ford Escort RS Cosworth                                           |                                                 |
| 1998 | Anton Werner                                    | Fred Winklhofer                                 | Mitsubishi Lancer Evo IV                                          |                                                 |
| 1999 | Ezio Soppa                                      | Mauro Grassi                                    | Lancia Delta HF Integrale                                         |                                                 |
| 2000 | Matthias Moosleitner                            | Helmut Entress                                  | Mitsubishi Lancer Evo VI                                          | Kathrein Renn- und Rallye Team                  |
| 2001 | Hermann Gassner                                 | Siegfried Schrankl Karin Thannhäuser            | Proton Pert Mitsubishi Carisma GT Evo VI Mitsubishi Lancer Evo VI | Kathrein Renn- und Rallye Team                  |
| 2002 | Pier Lorenzo Zanchi                             | Dario d'Esposito                                | Lancia Delta HF Integrale Toyota Corolla WRC                      | Grifone                                         |
| 2003 | Ruben Zeltner                                   | Thomas Zeltner                                  | Mitsubishi Lancer Evo VI Mitsubishi Carisma GT Evo VI             | ADAC Sachsen                                    |
| 2004 | Claudio de Cecco                                | Giovanni Battista Campeis                       | Subaru Impreza STi Peugeot 206 WRC                                | Friuli                                          |
| 2005 | Claudio de Cecco                                | Giovanni Battista Campeis                       | Mitsubishi Lancer Evo VIII MR Subaru Impreza STi                  | DB Motorsport Friuli                            |
| 2006 | Jiří Tošovský                                   | Michal Sláma Jiří Sláma                         | Mitsubishi Lancer Evo VIII Mitsubishi Lancer Evo VII              | Andrea Lupo Racing Team                         |
| 2007 | Hermann Gassner                                 | Karin Thannhäuser Siegfried Schrankl            | Mitsubishi Lancer Evo IX                                          | Kathrein Renn- und Rallye Team                  |
| 2008 | Hermann Gassner                                 | Karin Thannhäuser Siegfried Schrankl            | Mitsubishi Lancer Evo X Mitsubishi Lancer Evo IX                  | Kathrein Renn- und Rallye Team                  |
| 2009 | Hermann Gassner jr                              | Katharina Wüstenhagen                           | Mitsubishi Lancer Evo IX                                          | Kathrein Renn- und Rallye Team                  |
| 2010 | Hermann Gassner                                 | Karin Thannhäuser                               | Mitsubishi Lancer Evo X Mitsubishi Lancer Evo IX                  | Kathrein Renn- und Rallye Team                  |
| 2011 | Asja Zupanc                                     | Blanka Kacin                                    | Mitsubishi Lancer Evo IX                                          | DD Acapulco                                     |
| 2012 | Bernd Zanon                                     | Florian Zelger                                  | Renault Clio S1600                                                | Vimotorsport                                    |
| 2013 | Hermann Gassner                                 | Karin Thannhäuser                               | Mitsubishi Lancer Evo X                                           | Kathrein Renn- und Rallye Team                  |
| 2014 | Manuel Kössler                                  | Benedikt Hofmann                                | Subaru Impreza TMR R4                                             | MSC Freyung e.V.                                |
| 2015 | Hermann Gassner                                 | Karin Thannhäuser                               | Mitsubishi Lancer Evo VIII Mitsubishi Lancer Evo X R4             | Gassner Rallisports                             |
| 2016 | Krisztián Hideg                                 | István Kerék                                    | Mitsubishi Lancer Evo IX                                          | AK Delta Sport                                  |
| 2017 | Krisztián Hideg                                 | István Kerék                                    | Škoda Fabia R5 Ford Fiesta R5 Mitsubishi Lancer Evo IX R4         | AK Delta Sport                                  |
| 2018 | Gergely Fogasy                                  | Dávid Berendi                                   | Škoda Fabia R5 Peugeot 208 T16                                    | F-Sport Média Kft.                              |
| 2019 | Hermann Gassner jr                              | Ursula Mayrhofer                                | Hyundai i20 R5 Toyota GT86 CS-R3                                  | Gassner Motorsport                              |
| 2020 | mistrzostwa odwołano z powodu pandemii COVID-19 | mistrzostwa odwołano z powodu pandemii COVID-19 | mistrzostwa odwołano z powodu pandemii COVID-19                   | mistrzostwa odwołano z powodu pandemii COVID-19 |
| 2021 | Lukas Dunner                                    | Jürgen Rausch Ilka Minor                        | Škoda Fabia R5                                                    | Team Speedlife-knobi.at                         |